# بيركهولدرية شجرية
بيركهولدرية شجرية (الاسم العلمي:Burkholderia arboris) هي نوع من البكتيريا تتبع جنس البيركهولدرية من فصيلة البيركهولدرات.